# 박상주
박상주(Sang Ju Park)는 2024년 취임한 홍익대학교 총장이다.